# Gram–Schmidts ortogonaliseringsprocess
Gram–Schmidts ortogonaliseringsprocess är en algoritm för att generera en ortonormerad bas (ortogonal bas med norm 1) ur en given mängd vektorer tillhörande ett inre produktrum med en skalärprodukt {\displaystyle \langle \cdot ,\cdot \rangle }. 
Metoden är uppkallad efter Erhard Schmidt och Jørgen Pedersen Gram, men dök upp tidigare i verk av Laplace och Cauchy. Iwasawafaktorisering är en generalisering av metoden.

## Algoritmen
Steg 0: Ta bort vektorer ur den givna mängden till dess att mängden är linjärt oberoende. Antag att denna eventuellt ändrade mängd vektorer är {\displaystyle \{{\bar {v_{0}}},\ldots {\bar {v}}_{n-1}\}} och låt {\displaystyle {\underline {f}}_{0}=\left\{{\frac {1}{|{\bar {v}}_{0}|}}{\bar {v}}_{0}\right\}}.
Steg i (i = {\displaystyle 1,2,\ldots }): Antag att en bas {\displaystyle {\underline {f}}_{i-1}=\{f_{0},\ldots f_{i-1}\}} har konstruerats genom att ha använt vektorerna {\displaystyle {\bar {v}}_{0}\ldots {\bar {v}}_{i-1}}. Om {\displaystyle i=n} så är algoritmen färdig.
Låt {\displaystyle {\bar {u}}={\bar {v}}_{i}-\sum _{k=0}^{i-1}{\frac {1}{|{\bar {v}}_{i-1}||{\bar {f}}_{k}|}}{\bar {f}}_{k}} och sätt {\displaystyle {\underline {f}}_{i}={\underline {f}}_{i-1}\cup \{{\frac {1}{|{\bar {u}}|}}{\bar {u}}\}}.
Här har {\displaystyle |{\bar {v}}|} använts för att beteckna {\displaystyle {\sqrt {\langle {\bar {v}},{\bar {v}}\rangle }}}.
Algoritmen ger som resultat den ortonormerade mängden {\displaystyle {\underline {f}}_{n}=\{{\bar {f}}_{0},\ldots {\bar {f}}_{n}\}}.
Att algoritmen vid steg i, {\displaystyle i>0} kräver en linjärt oberoende mängd vektorer inses vid steget {\displaystyle {\bar {u}}={\bar {v}}_{i}-\sum _{k=0}^{i-1}{\frac {1}{|{\bar {v}}_{i-1}||{\bar {f}}_{k}|}}{\bar {f}}_{k}}. Om {\displaystyle {\bar {v}}_{i}} här är linjärt beroende med {\displaystyle {\underline {f}}_{i-1}}, så är {\displaystyle {\bar {u}}=0\Leftrightarrow |{\bar {u}}|=0}, och uttrycket {\displaystyle {\underline {f}}_{i}={\underline {f}}_{i-1}\cup \{{\frac {1}{|{\bar {u}}|}}{\bar {u}}\}} saknar mening.